# Волков, Владимир Анатольевич
Владимир Анатольевич Волков (род. 25 марта 1948, Свердловск) — российский политический деятель, председатель исполкома межрегиональной ассоциации «Большой Урал». Народный депутат СССР (1989—1991).

## Биография
Родился 25 марта 1948 года в Свердловске.
В 1971 году окончил электротехнический факультет Уральского политехнического института им. С. М. Кирова (квалификация «инженер-электромеханик»), после чего устроился инженером-конструктором на Свердловский машиностроительный завод им. М. И. Калинина. Впоследствии работал секретарём заводского комитета комсомола, заместителем начальника цеха и заместителем секретаря парткома.
В 1987 году окончил Свердловскую высшую партийную школу и стал секретарём парткома завода.
Летом 1988 года Волков был избран делегатом XIX Всесоюзной партконференции, на которой запомнился своим выступлением в поддержку Б. Н. Ельцина.
Через полгода, в марте 1989, избран народным депутатом СССР по Орджоникидзевскому территориальному избирательному округу № 294. На I Съезде народных депутатов СССР избран членом Верховного Совета СССР — заместителем председателя Комиссии Совета Союза по вопросам труда, цен и социальной политики. Был членом Межрегиональной депутатской группы.
31 марта 1990 года, на пленуме Свердловского обкома КПСС, Волков выставлял свою кандидатуру для избрания на должность первого секретаря Свердловского обкома КПСС, однако при голосовании ни один из кандидатов (среди которых были также В. М. Манюхин, О. И. Лобов и В. Д. Кадочников) не набрал необходимой поддержки.
В марте 1992 года стал заместителем председателя исполкома ассоциации «Большой Урал», объединявшей руководителей областей и республик Уральского экономического района (председателем ассоциации был Э. Э. Россель).
В 1994—1998 гг. был депутатом Свердловской областной думы.
С 2007 года — председатель исполкома ассоциации «Большой Урал».

## Награды
- орден Дружбы народов
- медаль «За трудовую доблесть»